# Vaiano Cremasco

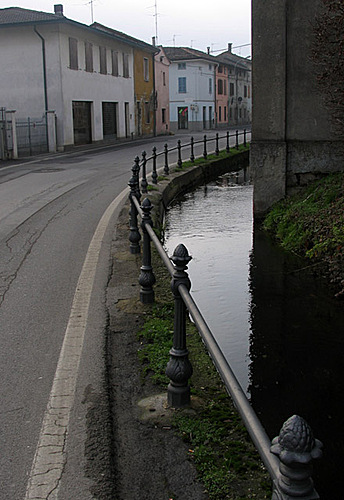
La Roggia Gurgana, uno dei pochi corsi d'acqua del paese

Vaiano Cremasco (Aià in dialetto cremasco) è un comune italiano di 3 568 abitanti della provincia di Cremona in Lombardia.
Situato nella bassa Pianura Padana, il paese si trova sul confine occidentale della vasta zona agricola un tempo paludosa del Moso.

## Origini del nome
Anche se nel 992, in una donazione del prete Pietro a favore della basilica di Sant'Ambrogio, compare il nome Valiano, non è tuttavia possibile riferire con sicurezza questo toponimo al paese cremasco.
Il nome di Vaiano si trova con la forma «VALLIANUM» nel famoso documento che enumera le località dell'«Insula Fulcheria» di pertinenza dell'Imperatore Federico Barbarossa. In un documento del 1192, in cui Enrico VI cede ai cremonesi i suoi diritti su Crema e sull'«Insula», è detto «VAJANUM».
Il significato di tale nome deriva probabilmente da un avvallamento o declivio, dalla giacitura del terreno che anticamente si abbassava verso le acque; e sta bene anche per il contrapposto «Monte», che segna il rialzo della sponda nella vicinissima località.

## Storia
Le origini di Vaiano Cremasco vengono fatte risalire a un'antica stazione preistorica databile approssimativamente intorno alla metà del II millennio a.C. Tra il 1868 e il 1896 infatti, prima e durante i lavori di scavo del Canale Vacchelli, nel suo territorio e in quello limitrofo di Palazzo Pignano furono ritrovati avanzi di palafitte lacustri o terramare e antichi manufatti (un piccolo vaso di pietra e una lancia di bronzo). Mancando testimonianze sulla continuità di tale insediamento, se ne ipotizza comunque una totale dipendenza dalla vicina Pieve di Palazzo Pignano, maggior centro del Cremasco prima del sorgere di Crema, documentato fin dall'epoca romana.

### Simboli
Lo stemma comunale è stato concesso con regio decreto del 27 maggio 1926.
Il gonfalone è un drappo di azzurro.

## Società

### Evoluzione demografica
Abitanti censiti

### Etnie e minoranze straniere
Al 31 dicembre 2020 i cittadini stranieri sono 355. Le comunità nazionali numericamente significative sono:
1. Romania, 137
2. Egitto, 50
3. Albania, 23

## Infrastrutture e trasporti
Il territorio è attraversato dalle seguenti strade provinciali
- SP CR ex SS 415 "Paullese"
- SP CR 36 Monte Cremasco - Palazzo Pignano (è la variante costruita a seguito dei lavori di raddoppio della «Paullese»[10]; il tracciato storico tra Vaiano e Monte Cremasco è stato declassato 1999[11])
- SP CR 90 "di Cassano"

## Amministrazione
Elenco dei sindaci dal 1985 ad oggi.
| Periodo | Periodo   | Primo cittadino      | Partito                                                           | Carica               | Note          |
| ------- | --------- | -------------------- | ----------------------------------------------------------------- | -------------------- | ------------- |
| 1985    | 1990      | Primo Bombelli       | Partito Comunista Italiano                                        | sindaco              |               |
| 1990    | 1995      | Primo Bombelli       | Partito Comunista Italiano poi Partito Democratico della Sinistra | sindaco              |               |
| 1995    | 1999      | Primo Bombelli       | sinistra                                                          | sindaco              |               |
| 1999    | 2004      | Primo Bombelli       | sinistra                                                          | sindaco              |               |
| 2004    | 2009      | Giovanni Alchieri    | lista civica di sinistra (Partito della Rifondazione Comunista)   | sindaco              |               |
| 2009    | 2014      | Domenico Calzi       | Il Popolo della Libertà-Lega Nord                                 | sindaco              |               |
| 2014    | 2017      | Domenico Calzi       | lista civica di centro-destra                                     | sindaco              | [ 13 ] [ 14 ] |
| 2017    | 2018      | Graziano Baldassarre | lista civica di centro-destra                                     | vicesindaco reggente | [ 15 ]        |
| 2018    | 2023      | Paolo Primo Molaschi | lista civica                                                      | sindaco              | [ 16 ]        |
| 2023    | in carica | Graziano Baldassarre | lista civica di centro-destra                                     | sindaco              | [ 1 ]         |

### Gemellaggi
- Veigy-Foncenex[senza fonte]
- Puerto Padre[senza fonte]